# Cecilia Gyan Amoah
Cecilia Gyan Amoah (sinh ngày 26 tháng 10 năm 1947) là một chính trị gia Ghana, người đại diện cho khu vực Nam Asutifi từ năm 2000 đến 2005, và là nhà ngoại giao trước đây cho cả Cuba và Barbados. Kể từ đó, bà lại đứng trước quốc hội ở khu vực bầu cử Asutifi South, nơi người chồng quá cố của bà đã từng tranh cãi trước đây.

## Sự nghiệp
Bà đã giành được bầu cử miền Nam Asutifi trong cuộc bầu cử quốc hội năm 2000 trên vé của Đảng yêu nước mới (NPP), đánh bại Alhaji Dauda đương nhiệm của Quốc hội Dân chủ Quốc gia.
Amoah là thành viên của quốc hội cho khu vực bầu cử Asutifi South từ tháng 1 năm 2001 đến tháng 1 năm 2005. Đây là sau cái chết của chồng bà năm 2000, người trước đây đã từng đứng ra tổ chức đảng ở quận đó. bà đã để lại tấm vé sau một mất mát trong bữa tiệc chính vào cuối năm 2004 cho Thomas Broni, Thứ trưởng Bộ Nội vụ. Bà là MP nữ đầu tiên của NPP được bỏ phiếu.
Bà cũng từng là đại sứ của Ghana tại Cuba, trở thành Cao ủy tại Barbados sau đó. Vào ngày 13 tháng 6 năm 2015, Amoah đã giành chiến thắng tại khu vực bầu cử sơ bộ của Quốc hội Asutifi South để đại diện cho đảng một lần nữa trong cuộc tổng tuyển cử ở Ghana năm 2016. Tuy nhiên, một thành viên trong gia đình người chồng quá cố của bà (một người anh em họ xa) đã không ủng hộ nỗ lực trở về của cô, gọi Collins Dauda đương nhiệm là "nguy hiểm". Amoah đã cáo buộc đảng đối lập của mình sử dụng các chiến thuật đe dọa sau khi tuyên bố họ đã phái người đến tấn công các nhân viên bỏ phiếu của NPP. Amoah và một số người khác sau đó đã bị tấn công bởi những kẻ tấn công vô danh, người đã phá hủy nhiều chiếc xe đạp trong sự chăm sóc của họ.